# Ferdinand Braun (écrivain)
Pour les articles homonymes, voir Ferdinand Braun et Braun.
Frédéric Ferdinand Braun, né le 5 février 1812 à Strasbourg et mort le 17 juin 1854 à Paris, est un poète, écrivain, critique musical et professeur d'allemand français.

## Biographie
Ferdinand Braun effectue sa scolarité secondaire au gymnase protestant et des études à la Faculté de théologie protestante de Strasbourg, où il soutient, en 1837, une thèse de baccalauréat en théologie intitulée La démonologie des Hébreux. Il s'établit ensuite à Paris, où il publia des poésies, des nouvelles et des critiques dans différents journaux de langue allemande et française dès l'année 1838. Il fut également professeur d'allemand dans différents établissements parisiens.
Ses articles parurent ou furent cités dans différentes publications: Erwinia, Le Ménestrel, Zeitschrift für Deutschlands Musik-Vereine und Dilettanten, Jahrbücher des deutschen National-Vereins für Musik und ihre Wissenschaft,
Didaskalia: Blätter für Geist, Gemüth und Publizität, Allgemeine Wiener Musikzeitung, Musenalmanach (1850), Die Pariser Horen (Les heures parisiennes, 1847), revue qu'il fonda avec German Mäurer (de).

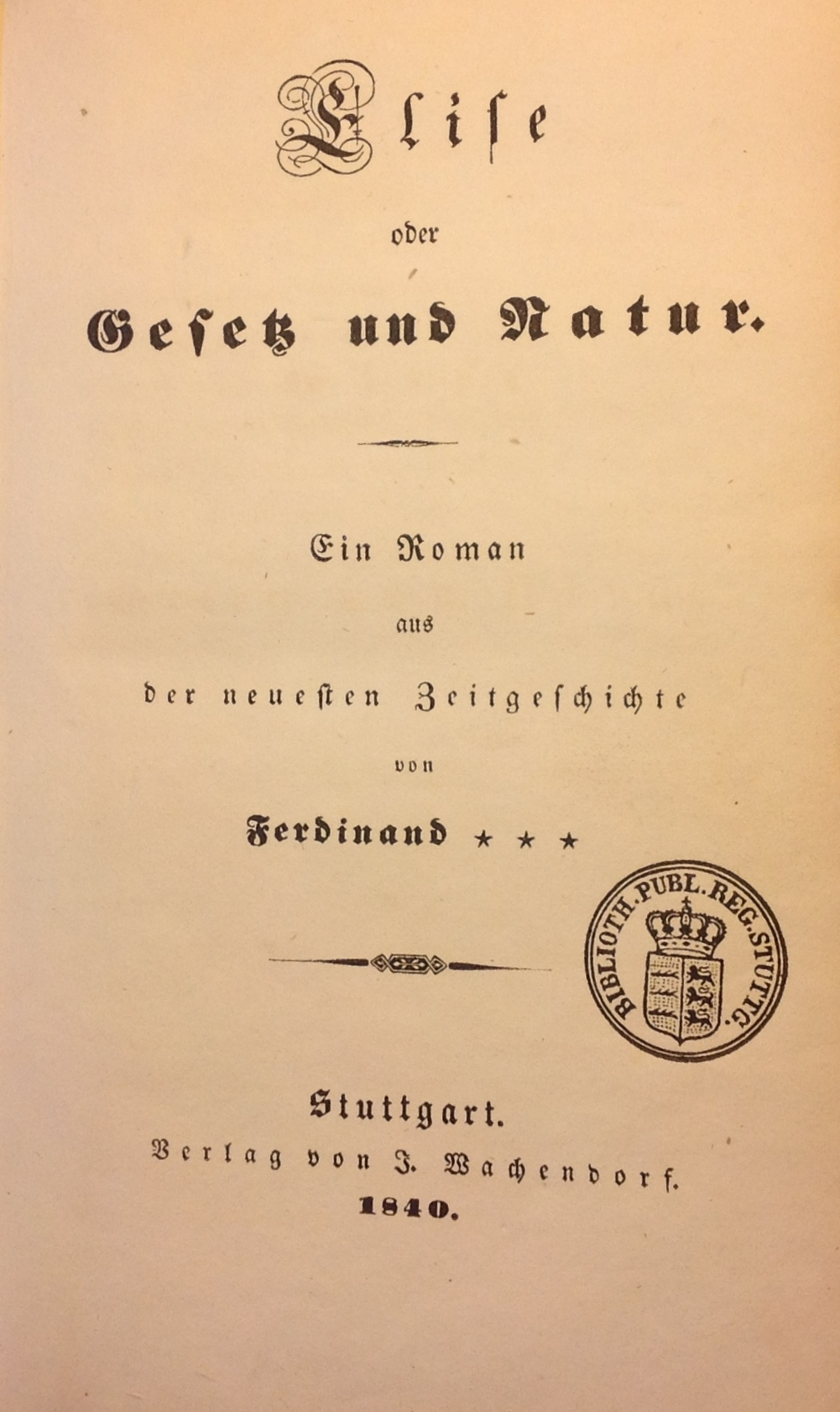
Page de titre du roman: Elise oder Gesetz und Natur

Témoin de la vie culturelle parisienne entre 1840 et 1854, en particulier de celle de la communauté alsacienne et allemande, il fut en contact avec Hector Berlioz ,  , Giacomo Meyerbeer, Jean-Georges Kastner (qui fut un de ses proches amis et qui écrivit plusieurs œuvres musicales d'après ses poésies), Anton Schindler, August Schmidt (de)  et Robert Schumann, lequel composa (le 23 juillet 1850) une mélodie, Frühlingslied (extraite de : Fünf heitere Gesänge, Opus 125) sur un de ses poèmes parus dans le Musenalmanach  de 1850.
D'autres de ses œuvres ont été mises en musique par Meyerbeer : Cantate pour basse solo et chœur de femmes à 3 parties a capella, Der Wanderer und die Geister an Beethovens Grabe (Le Voyageur au tombeau de Beethoven).
À l'occasion de la créaxtion de l'œuvre en Allemagne (1845), il traduisit en allemand le poème Le Désert (Die Wüste), écrit par Auguste Colin, sur lequel Félicien David avait composé son Ode-Symphonie (1844).
Il est considéré comme un auteur représentatif de la poésie alsacienne, tout en ayant utilisé la langue française ou allemande dans ses écrits,.
À partir de 1841 parurent plusieurs de ses ouvrages destinés à l'enseignement de la langue allemande (Cours de thème et de version, Nouveaux principes de la grammaire allemande).

## Vie privée
En 1850 il épousa Anne de Surval, avec laquelle il eut un fils, Édouard Braun, né en 1851 et baptisé en l'Église luthérienne des Billettes et une fille, Berthe Frédérique Anna Braun née en 1853.

## Pour approfondir